# Eristalinus nitidus
Eristalinus nitidus är en tvåvingeart som först beskrevs av Wulp 1884.  Eristalinus nitidus ingår i släktet slamflugor, och familjen blomflugor. Inga underarter finns listade i Catalogue of Life.